# Visuell poesi

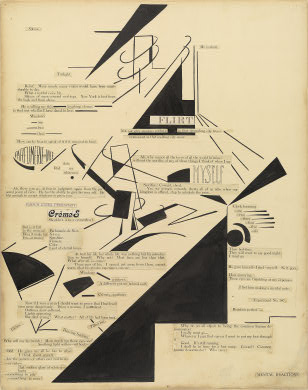
Omslagsutkast till avantgardetidskriften 291 från 1915 och ett tidigt exempel på visuell poesi. Tecknaren Marius de Zayas och journalisten Agnes Ernst Meyer skapade verket.

Visuell poesi är en vidareutveckling av konkret poesi. Den visuella poesin kombinerar text med icke-språkliga och visuella element, medan den grafiska formen hos texten står för det visuella innehållet i den konkreta poesin. Visuell poesi står som motsats till ljudpoesi, den andra ytterligheten på det poesitekniska spektrumet.

## Historik
Exempel på visuella dikter (bilddikter) finns från tidigt 1900-tal. Som genre växte den dock fram under decennierna efter andra världskriget, och 1965 beskrevs dessa verk som en sorts konkret poesi och betitlad som 'intermedia'. Tre år senare omskrevs sådana dikter som en "ny visuell poesi" (engelska: New Visual Poetry).
Därefter undersöktes bakgrunden till denna nu definierade konstform. Man upptäckte bland annat Le Corps de ma brune (en dikt-målning av Joan Miró från 1925), Piet Mondrians och Michel Seuphors multimediala samarbete i 1928 års Textuel samt H.N. Werkmans typografiska experiment från samma tid. Werkmans bilddikter (med abstrakta mönster som han kallade tiksels) förebådade liknande mediekombinationer under 1960-talet av den konkreta poesins Dom Sylvester Houédard.
Gränsen för visuell poesi är inte helt klar. Akademikern Willard Bohn har kategoriserat en mängd olika text- och formexperiment ända sedan det sena 1800-talet under rubriken Visuell poesi, med definitionen "poesi som är tänkt att ses – poesi som förutsätter en tittare likväl som en läsare. Andra har menat att visuell poesi är en direkt fortsättning till den konkreta poesin.

## Användning
Bland poeter som arbetat med visuell poesi finns svensken Bengt Emil Johnson och tysken Klaus Peter Dencker. Även ungersk-svenska Emőke Andersson Lipcsey verkar inom genren. Visuell poesi och olika varianter av denna teknik lärs ibland ut på svensk grundskolenivå. I Sverige har bokförlaget Timglaset varit en tongivande aktör och publicerat nyskriven visuell och konkret poesi. 2025 meddelade förläggaren Joakim Norling att förlagsverksamheten upphör.